# خرإبة المانم (السدة)

تعديل مصدري - تعديل

خرابة المانم محلة تابعة لقرية خرابة صالح، التابعة لعزلة جبل حجاج بمديرية السدة إحدى مديريات محافظة إب في الجمهورية اليمنية.، بلغ تعداد سكانها 65 حسب تعداد اليمن لعام 2004.